# Tunel Homole
Tunel Homole je dálniční tunel se dvěma jednosměrnými tubusy v úseku dálnice D35 Ostrov – Vysoké Mýto v okrese Ústí nad Orlicí na hranici katastrálních území Vraclav, Janovičky u Zámrsku a Zámrsk. Stavba byla zahájena 5. května 2024 a předpokládané zprovoznění je v roce 2026.

## Historie
Výstavba D35 má odlehčit přetížení dálnice D1 a snížit dopravní zátěž v obcích na silnici I/35. Samotný úsek dálnice D35 Ostrov – Vysoké Mýto je dlouhý sedm kilometrů. Začíná v km 31,500, kde navazuje na úsek Časy – Ostrov, prochází mezi obcemi Radhošť a Stradouň, obchází obec Vraclav a končí v km 38,500, kde naváže na úsek Vysoké Mýto – Džbánov. Krajský úřad Pardubického kraje vydal 23. prosince 2020 rozhodnutí o umístění stavby. Stavební povolení vydalo Ministerstvo dopravy České republiky 17. března 2023. Ředitelství silnic a dálnic (ŘSD) rozhodlo v letech 2021–2022 o realizaci tunelu metodou Design & Build a jeho vyčlenění ze zbytku úseku Ostrov – Vysoké Mýto. Dvoukolové výběrové řízení na projektanta a zhotovitele tunelu bylo vypsáno 24. března 2022 a po jeho vyhodnocení objednatel (ŘSD) 9. dubna 2024 uzavřel smlouvu s vítězem. Na výstavbě se podílí sdružení firem Eurovia CZ,a.s., Marti, a.s. (dříve (TuCon, a.s.) a Eurovia SK, a.s. Zpoždění uzavření smlouvy oproti plánu bylo způsobeno zpochybněním odbornosti vítězného zhotovitele společností Metrostav TBR. Stavba byla zahájena 5. května 2024. Po dokončení projekčních prací byla v listopadu 2024 zahájena ražba levého tunelového tubusu.

## Popis
Tunel Homole je stavba se dvěma jednosměrnými tubusy. Levý tunelový tubus (LTT) bude mít délku 525 m, z toho část v délce 180 m bude hloubená a 345 m ražená. Pravý tunelový tubus (PTT) bude dlouhý 570 m, z toho část v délce 120 m bude hloubená a 450 m ražená. Ražba tunelu je prováděna novou rakouskou tunelovací metodou (NRTM), při níž bude využíváno k rozpojení horniny strojní zařízení nebo trhací práce. Oba tunelové tubusy budou propojeny dvojicí 17,5 m dlouhých propojek v km 35,614 a v km 35,801. U západního (pardubický) vjezdového portálu bude sdružená plocha cca 2 280 m² pro jednotky IZS a řídící provozně-technický objekt (PTO). V blízkosti plochy bude nouzová přistávací plocha pro vrtulník. U východního vjezdového (vysokomýtského) portálu bude sdružená ploch o velikosti 870 m² s PTO a benzínovou pumpou. Pod plochou bude požární nádrž o objemu cca108 m³ vody. K oběma sdruženým plochám povedou samostatné sjezdy ze silnice I/17, pod kterou tunel prochází. Vraclavským sedlem prochází dvě trasy dálkového elektrického nadzemního vedení společnosti ČEZ a dvě vysokotlaké plynovodní trasy DN 350 a DN 500. Dále je řešena přeložka silnice III/30517 v úseku Svatý Mikuláš – Janovičky.

### Geologie
Tunel se nachází ve východní části České křídové pánve. Geomorfologicky náleží do celku Svitavská pahorkatina a podcelku Loučenská tabule, okrsek Vraclavský hřbet. Prochází pod Vraclavským hřbetem a vrchem Homole (307 m n. m.)  Předpokládá se přítomnost kvartérních zemin s písečnými slíny a prachovci s přechodem až do vápenců (místně). Skalnaté podloží je tvořeno křídovými horninami. Předpokládají se složité hydrologické poměry. Očekává se zvýšený přítok vody: pro LTT 20,5 l/s a pro PTT 22,7 l/s. Výška nadloží nad LTT se pohybuje od 8 m do 24 m, u PTT bude od 8,5–19 m.

### Data
Dvě jednosměrné tunelové trouby s mezilehlým pilířem šířky cca 17 m. Údaje dle zdroje
- Délka LTT: 525 m (ražená část 345 m, hloubená 180 m)
- Délka PTT: 570 m (ražená část 450 m, hloubená 120 m)
- Ražený profil: 90,80 m² (s protiklenbou 106,41 m²)
- Ražený profil propojky: 19,50 m² (návrh) s protiklenbou 21,40 m²
- Šířka tunelové trouby: 12,54 m
- Množství stříkaného betonu: 16 300 m³
- Množství odtěžené horniny: 79 000 m³
- Délka tunelového bloku: 12,5 m
- Spotřeba betonu pro raženou část: 16 300 m³
- Spotřeba betonu pro hloubenou část: 8 800 m³